# São Lourenço em Lucina (título cardinalício)
O título cardinalício de São Lourenço em Lucina (em latim: S. Laurentii in Lucina) foi instituído em 112, pelo Papa Evaristo com o nome de Lucinae. Em 684, foi confirmado pelo Papa Bento II. Com o nome atual, em homenagem a São Lourenço de Huesca, desde o século VIII. A igreja titular deste titulus é San Lorenzo in Lucina.
O atual cardeal-padre detentor do titulus é o cardeal Albert Malcolm Ranjith Patabendige Don, nomeado em 20 de novembro de 2010.

## Titulares
- Ilario (494-?)
- Crescente (590-?)
- Sisinnio (731- 735)
- Sigismondo (735- 745)
- Teodoro (745- 761)
- Eusebio (761-?)
- Giorgio (853- 867)
- Leone (?) (867-?)
- Adriano (964-?)
- Giovanni (993- 1012)
- Leone (1049-1080)
- Landolfo Rangone (cerca de 1088-1099)
- Gregorio da Ceccano (cerca de 1107-cerca de 1119)
- Gregorio Albergati (1119-cerca de 1126)
- Anselmo, Cônego regular (1126 ou 1127-1143)
- Ugo Misini (o Misani ?), Cônego regular (1144-1150)
- Cenzio (1150-1154)
- Ubaldo (o Hubaud) (1155-1157)
- Alberto Sartori di Morra (ou Sartorio di Mora), O.S.B. (1158-1187)
- Pietro (?) (1188?-1190?)
- Cencio Savelli, C.R.L. (1191? ou 1193-1217)
- Sinibaldo Fieschi (1227-1243)
- John de Tollet (ou Tolet, ou Toletus, ou Toleto, ou Toledo), O.Cist. (1244-1262)
- Guy (ou Guido) de Bourgogne, O.Cist. (1262-1272)
- Hugo de Evesham (ou Atratus = il Nero) (1281-1285)
- Giacomo Colonna (1307-1318)
- Annibale Gaetani da Ceccano (1327-1333)
- Guillaume Bragose (1362-1367)
- Etienne Aubert (ou Alberti) (1368-1369)
- Jean de la Tour, O.S.B. (1371-1374)
- Pierre de Sortenac (ou de Bernier) (1375-1384)
- Martín de Zalba (ou Salva) (1390-1403), pseudocardeal do antipapa Clemente VII
- Luca Manzoli, O.Hum. (1408-1411)
- Simon de Cramaud (1413-1422), pseudocardeal do antipapa João XXIII
- Ximeno Dahe (ou Eximio ou Dahe) (1423-1429), pseudocardeal do antipapa Bento XIII
- Jean de la Rochetaillée (1426-1437)
- Giovanni Vitelleschi (1437-1440)
- Jean Le Jeune (de Macel) (1441-1451)
- Filippo Calandrini (1451-1468)
- Giovanni d'Aragona (1484-1485)
- Jorge da Costa (1488-1489); in commendam (1489-1508)
- Silvio Passerini (1517-1520); in commendam (1520-1529)
- Giovanni Domenico de Cupis (1529-1531); in commendam (1531-1553)
- Giovanni Girolamo Morone (1553-1556)
- Georges d'Armagnac (1556-1562)
- Francisco Gonzaga (1562-1566)
- Fulvio Giulio della Corgna, O.S.Io.Hier. (1566-1567)
- Innico d'Avalos d'Aragona, O.S. (1567-1586)
- Marco Antônio Colonna (1586-1587)
- Gabriele Paleotti (1587-1589)
- Michele Bonelli, O.P. (1589-1591)
- Ludovico Madruzzo (1591-1597)
- Pedro De Deza (1597-1600)
- Anton Maria Salviati (1600)
- Simeone Tagliavia d'Aragonia (1600-1602)
- Girolamo Bernerio, O.P. (1602-1603)
- Giovanni Battista Maria Pallotta (1603-1611)
- Gregorio Petrocchini, O.E.S.A. (1611)
- Benedetto Giustiniani (1611-1612)
- Francesco Maria Bourbon del Monte (1612-1615)
- Ottavio Bandini (1615-1621)
- Bartolomeo Cesi (1621)
- Andrea Baroni Peretti Montalto (1621-1624)
- Domenico Ginnasi (1624-1626)
- Carlo Gaudenzio Madruzzo (1626)
- Carlos Emanuel Pio de Saboia (1626-1627)
- Giovanni Garzia Millini (1627-1629)
- Luigi Capponi (1629-1659)
- Girolamo Colonna (1659-1661)
- Giovanni Battista Maria Pallotta (1661-1663)
- Francesco Maria Brancaccio (ou Brancati) (1663-1666)
- Stefano Durazzo (cardeal) (1666-1667)
- Ernest Adalbert von Harrach (1667)
- Giulio Gabrielli, o Velho (1667-1668)
- Virginio Orsini (1668-1671)
- Reinaldo d'Este (1671)
- Cesare Facchinetti (1671-1672)
- Carlo Rossetti (1672-1676)
- Niccolò Albergati Ludovisi (1676-1677)
- Alderano Cybo-Malaspina (1677-1679)
- Lorenzo Raggi (1679-1680)
- Luigi Alessandro Omodei (ou Homodei) (1680-1685)
- Carlo Barberini (1685-1704)
- Francesco Nerli, Jr (1704-1708)
- Galeazzo Marescotti (1708-1726)
- Giuseppe Sacripante (1726-1727)
- Giuseppe Renato Imperiali, O.S.Io.Hier. (1727-1737)
- Gianantonio Davia (1737-1740)
- Giulio Alberoni (1740-1752)
- Thomas Philip Wallrad d'Alsace-Boussut de Chimay (1752-1759)
- Domenico Silvio Passionei (1759-1761)
- Giovanni Teodoro di Baviera (1761-1763)
- Giacomo Oddi (1763-1770)
- Giuseppe Pozzobonelli (1770-1783)
- Carlo Vittorio Amedeo Ignazio delle Lanze (1783-1784)
- Marco Antônio Colonna (1784)
- Francesco Carafa della Spina di Traetto (1788-1807); in commendam (1807-1818)
- Bartolomeo Pacca (1818)
- Giovanni Filippo Gallarati Scotti (1818-1819)
- Giulio Gabrielli, o Novo (1819-1822)
- Joseph Fesch (1822-1839)
- Carlo Oppizzoni (1839-1855)
- Giacomo Filippo Fransoni (1855-1856)
- Benedetto Colonna Barberini di Sciarra (1856-1863)
- Filippo De Angelis (1867-1877)
- Fabio Maria Asquini (1877-1878)
- Domenico Carafa della Spina di Traetto (1879)
- Lucien Louis Joseph Napoleão Bonaparte (1879-1895)
- Gustav Adolf von Hohenlohe-Schillingsfürst (1895-1896)
- Mieczysław Halka Ledóchowski (1896-1902)
- Angelo Di Pietro (1903-1914)
- Pietro Gasparri (1915-1934)
- Carlo Cremonesi (1935-1943)
- Manuel Arteaga y Betancourt (1946-1963)
- Pietro Ciriaci (1964-1966)
- Pietro Parente (1967-1986)
- Opilio Rossi (1987-2004)
- Luigi Poggi (2005-2010)
- Albert Malcolm Ranjith Patabendige Don (2010-)